# Armoiries de la Nouvelle-Zélande
Les armoiries de la Nouvelle-Zélande remontent à 1911, bien qu'elles aient subi certaines modifications en 1956. Jusqu'en 1911, les armoiries du Royaume-Uni étaient utilisées, elles ont inspiré les armoiries actuelles.
L’écu et la couronne — figurés sur un fond bleu — se retrouvent sur l'étendard du gouverneur général de Nouvelle-Zélande.

## Blasonnement
Écartelé d'azur et de gueules : au 1) à quatre étoiles de gueules bordées d'argent formant la constellation de la Croix du Sud ; au 2) à une Toison d'or ; au 3) à une gerbe de blé d'or liée du même ; au 4) à deux marteaux d'or passés en sautoir ; au pal d'argent brochant sur la partition chargés de trois galères de sable.
L'écu sommé d'une couronne de saint Édouard et tenu à dextre par une femme pakeha au naturel portant le drapeau national, à senestre par un guerrier maori au naturel armé.
La terrasse est composée de deux feuilles de fougère au naturel et un listel qui porte le nom du pays : « New Zealand ».

## Signification
La Croix du Sud rappelle le drapeau national, la gerbe de blé est le symbole de l'agriculture, la Toison d'or de l'élevage, les marteaux de l'industrie et de l'exploitation minière. Les bateaux symbolisent l'importance du commerce maritime et rappellent la colonisation du pays au XIXe siècle par des colons européens, principalement originaires des îles Britanniques. 
Les tenants symbolisent la population blanche descendante de la colonisation européenne, et la population indigène d'origine maorie.
La couronne de saint Édouard fait référence à la monarchie britannique, qui se trouve en état d'union personnelle avec celle de la Nouvelle-Zélande.

## Galerie

Armoiries de Nouvelle-Zélande (1911-1956)
Armoiries du gouverneur général de Nouvelle-Zélande